# Primera guerra de Schleswig
La primera guerra de Schleswig o primera guerra pruso-danesa fue un conflicto que enfrentó a la Confederación Germánica con Dinamarca entre el mes de marzo de 1848 hasta 1851. El armisticio de Malmoe, firmado el 26 de agosto de 1848, marcó un primer cese de las hostilidades. Pero la tregua fue rota por Dinamarca el 10 de julio de 1849. La paz definitiva se pactó en Berlín el 2 de julio de 1850. Un mes más tarde, se firmó el protocolo de Londres, que rehabilitaba las distinciones entre los ducados y Dinamarca. Un segundo protocolo se firmó en Londres en 1852, que acordaba la sucesión de los Ducados al reino de Dinamarca y garantizaba su autonomía.

## Contexto

Mapa de las modificaciones territoriales.

Los ducados de Holstein, Sajonia-Lauenburgo y Schleswig eran tres feudos principalmente agrícolas, cuyo señor era el rey de Dinamarca. El Tratado de Ribe del siglo XV impedía su fusión, lo que, con el tiempo, llevó a que surgiesen ciertas disparidades entre ellos. Así, los dos primeros formaban parte de la Confederación Germánica, mientras que Schleswig, no. Las reglas de sucesión eran generalmente las mismas en los tres y en Dinamarca; sin embargo, en los ducados se aplicaba la ley sálica, que impedía el acceso al trono a las mujeres. En la década de 1840, el príncipe heredero danés, el futuro Federico VII, no tenía descendencia, y se presentaba como posible una separación de los ducados de la Corona de Dinamarca. Para evitarlo, el rey Cristián VIII estableció la carta abierta (en danés: Offen Brief) en 1846, que soslayaba la ley sálica para mantener los derechos de Dinamarca sobre estos territorios. Esto suponía la desposesión de la casa alemana de Schleswig-Holstein-Sonderburg-Augustenburg, heredera de los ducados y suscitó un movimiento patriótico entre los nacionalistas alemanes.
En efecto, desde la época napoleónica, el nacionalismo y el liberalismo estaban en auge en Europa. Los ducados no eran una excepción. Los conceptos de patria y de pueblo habían reemplazado a las lealtades dinásticas. Los privilegios y los soberanos por derecho divino eran ideas que los liberales rechazaban. En Schleswig, el alemán era entonces el idioma del derecho y de las clases privilegiadas. Los daneses no aceptaban esta situación, que era por tanto muy tensa.

## Desarrollo
El 20 de enero de 1848, poco después de su ascenso al trono, Federico VII publicó una nueva constitución para Dinamarca que preveía la anexión de los tres ducados. Esto no dejó indiferente al ministro de Asuntos Exteriores prusiano Armin-Suckow que presionó al rey de Prusia para que interviniera. El 21 de marzo de 1848, el nuevo gobierno danés se anexionó Schleswig. Incitados por los movimientos nacionales de 1848, los alemanes de los ducados se rebelaron y formaron un gobierno provisional. El rey de Dinamarca no fue oficialmente destronado, pero el gobierno le retiró sus funciones. El Bundestag reconoció al nuevo gobierno, teniendo lugar también por lo tanto las elecciones al parlamento de Fráncfort en el ducado Schleswig. Llamadas por el gobierno, las tropas prusianas, aliadas con otros Estados alemanes, y bajo mandato de la Confederación Germánica, ocuparon el Schleswig el 23 de abril.
Al final de mayo, las tropas prusianas se retiraron más al sur después de negociaciones con los británicos. El parlamento de Fráncfort protestó contra esta decisión no concertada. Rusia, por razones de estrategia marítima, se puso también del lado danés, al igual que los británicos, que no querían un dominio alemán sobre el «Bósforo» del norte. Los británicos no deseaban una intervención rusa, y prefirieron llegar a una solución pacífica.
Tras un alto el fuego unilateral de Prusia, se firmó el 26 de agosto el armisticio de Malmoe bajo presión rusa y británica. Inicialmente fue rechazado por el parlamento de Fráncfort, responsable de la unificación de Alemania, pero debió enfrentarse a la ausencia de medios con los que continuar la guerra y acabó por firmar el tratado el 16 de septiembre.
No obstante, Dinamarca rompió la tregua el 10 de julio de 1849. El 2 de julio de 1850 se firmó la paz en Berlín. Un mes más tarde, se rubricó el protocolo de Londres que restauraba las distinciones entre los ducados y Dinamarca. Un segundo protocolo se firmó en Londres en 1852, por el que se acordó la entrega de los ducados al reino de Dinamarca y se garantizaba la autonomía de los mismos. Sin embargo, el nacionalismo alemán presionó para que los ducados ingresasen en la Confederación.

### Causas del armisticio de Malmoe
A menudo se admite que el armisticio de Malmoe se firmó por intervenciones exteriores: es decir, presiones diplomáticas del Reino Unido y del Imperio ruso. Los británicos llevaron a cabo maniobras navales en el mar del Norte, mientras que los rusos hicieron lo mismo cerca de la frontera prusiana. Federico Guillermo IV de Prusia tuvo entonces que ceder, para evitar la guerra. A. J. P. Taylor arremete contra esta descripción de los acontecimientos. Explica que lord Palmerston ciertamente hizo llamamientos a la paz, pero solo se mostró muy vago. Escribió constantemente a los diplomáticos prusianos, mientras que Rusia acabaría por amenazarlos. Francia no amenazó a Prusia. Por otra parte, Federico Guillermo no quería afrontar la desautorización del zar. Taylor considera el temor de los prusianos a la guerra como un miedo infantil completamente injustificado.

## Consecuencias
El problema de la sucesión no fue resuelto definitivamente; a la muerte de Federico VII el 15 de noviembre de 1863, Cristián von Glücksburg, convertido en Cristián IX, promulgó una nueva constitución a fin de conservar los dos ducados en contradicción con el tratado de Londres de 1852. La Confederación Germánica se opuso firmemente y decidió el 7 de diciembre invadir el ducado de Holstein. La guerra de los Ducados o segunda guerra de Schleswig acababa de estallar.